# Ilattia renalis
Ilattia renalis är en fjärilsart som beskrevs av Moore. Ilattia renalis ingår i släktet Ilattia och familjen nattflyn. Inga underarter finns listade i Catalogue of Life.